# Philopota conica
Philopota conica är en tvåvingeart som beskrevs av Christian Rudolph Wilhelm Wiedemann 1830. Philopota conica ingår i släktet Philopota och familjen kulflugor. Inga underarter finns listade i Catalogue of Life.